# Frank Harary
Frank Harary (New York, 11 marzo 1921 – Las Cruces (Nuovo Messico), 4 gennaio 2005) è stato un matematico e informatico statunitense.
Considerato uno dei pionieri della moderna teoria dei grafi e delle sue applicazioni, fu l'autore del manuale The Graph Theory.

## Biografia
Primogenito di una famiglia di immigrati ebrei di origine palestinese e siriana, frequentò il Brooklyn College di New York, dove conseguì il Bachelor of Science nel '41 e il Master of Science nel '45. Tre anni più tardi, discusse all'Università della California - Berkeley la dissertazione di dottorato intitolata The Structure of Boolean-like Rings, che aveva completato con la supervisione di Alfred Leon Foster.
Dal 1948 al 1986 collaborò con l'Università del Michigan e poi, dal 1987 fino alla morte nel 2005, insegnò informatica l'Università statale del Nuovo Messico  di Las Cruces.
Le ricerche di Frank Harary vertono principalmente sulla teoria dei grafi e le sue applicazioni in un ambito interdisciplinare vasto ed eterogeneo. che impatta l'antropologia, la biologia, la chimica, l'informatica, la geografia, la linguistica, la musicologia, la fisica, le scienze politiche, la psicologia e la scienze sociali.
Noto per le collaborazioni coltivate con altri ricercatori in tutto il mondo e per suoi frequenti viaggi all'estero, pubblicò oltre 700 articoli scientifici, 300 dei quali furono scritti con un totale di 288 autori, e preparati in 87 Paesi differenti nei quali si recò per motivi di lavoro o per essere relatore a qualche conferenza.

Inoltre, fu uno dei co-fondatori del Journal of Combinatorial Theory (nel 1966) e del Journal of Graph Theory (nel 1977).
La monografia più citata di Harary è The Graph Theory, un'introduzione pratica e applicativa alla teoria dei grafi pubblicata per la prima volta nel 1969. I suoi libri di testo si ispirano al metodo didattico di Robert Lee Moore, che propose il superamento della classica lezione frontale dei docenti e dello studio extrascolastico degli allievi, a favore di lezioni interattive e partecipate, basate sul dialogo stimolato dal professore e sulla curiosità e le inclinazioni naturali degli alunni. Harary riuscì a riprodurre nelle sue opere la caratteristica deduttiva di tale metodo, essenzialmente orale.

Nell'ambito della teoria dei grafi, trattò l'enumerazione di grafi di una determinata tipologia.; i grafi firmati, una branca della teria dei grafi, che fu ideata da Harary e nacque da un problema di psicologia sociale teorica indagato insieme allo psicologo Dorwin Cartwright; l'applicazione dei grafi alle scienze sociali, nell'ambito della teoria dell'equilibrio e della teoria dei tornei, che ispirarono il volume Graph Theory and Geography, primo e-book della casa editrice John Wilhey.

## Premi e riconoscimenti
- 1975: dottorato honoris causa conferito dall'Università di Aberdeen;
- 1978: dottorato honoris causa conferito dall'Università di Lund;
- 1978: Humboldt Prize della Fondazione Alexander von Humboldt;
- 1992: dottorato honoris causa in informatica, conferito dall'Università di Exeter;

Inoltre, è stato membro delle seguenti università: Università della Macedonia, Salonicco e di Università di Louisville, Università di Cambridge (del Churchill College) e di Università di Oxford (al Wolfson College), oltre ad essere membro eletto dell'Accademia Indiana delle Scienze.